# Drávagárdony, Somogy
Drávagárdony  este un sat în districtul Barcs, județul Somogy, Ungaria, având o populație de 145 de locuitori (2011). 

## Demografie
Componența etnică a satului Drávagárdony
     Maghiari (82,09%)
     Romi (17,91%)
Componența confesională a satului Drávagárdony
     Romano-catolici (36,55%)
     Reformați (17,93%)
     Fără religie (14,48%)
     Necunoscută (31,03%)
Conform recensământului din 2011, satul Drávagárdony avea 145 de locuitori. Din punct de vedere etnic, majoritatea locuitorilor (82,09%) erau maghiari, cu o minoritate de romi (17,91%). Nu există o religie majoritară, locuitorii fiind romano-catolici (36,55%), reformați (17,93%) și persoane fără religie (14,48%). Pentru 31,03% din locuitori nu este cunoscută apartenența confesională.